# Célestin Cibalonza
Célestin Cibalonza Byaterana, né en 1964, est un homme politique du Congo-Kinshasa. Il a été gouverneur de la province du Sud-Kivu (avec pour vice-gouverneur Léon Mumate Nyamatomwa) du 27 janvier 2007 au 9 février 2008, date de sa démission à la suite d'une motion de censure prononcée à son encontre par l'assemblée provinciale,,,. Son successeur depuis le 21 mars 2008 est Louis Léonce Chirimwani Muderhwa.